# Quintana del Puente
Quintana del Puente és un municipi de la província de Palència a la comunitat autònoma de Castella i Lleó, Espanya. Les festes patronals, San Esteban, se celebren el 3 d'agost.

## Demografia
| 1900 | 1910 | 1920 | 1930 | 1940 | 1950 | 1960 | 1970 | 1981 | 1991 | 2001 | 2011 | 2016 |
| 382  | 413  | 423  | 494  | 745  | 803  | 609  | 570  | 460  | 330  | 248  | 242  | 270  |